# 男なら (1975年のテレビドラマ)
『男なら』（おとこなら）は、日本テレビ系列のグランド劇場（毎週土曜日21:00 - 21:54）の枠で、1975年（昭和50年）10月4日から1976年（昭和51年）3月13日まで放送されたテレビドラマ。全24話。

## 概要
森沢家の兄弟・隆一と英次を中心とした物語。兄・隆一は東京大学を卒業し、スーパーマーケット「新星マート」の経営を主な業務とする、和泉商事の営業部長。一方、弟・英次は劣等生で、いつも兄と対比される存在。そんな兄への反発心もあり、いつしか社会からドロップアウトしてしまう。隆一は東京郊外に家を新築し、父・竹造、母・はる、妹・浩子の家族を迎え入れた。はるは隆一の出世を喜んでいたが、一方、竹造はそんな隆一の冷徹さに馴染めなく思っていた。
同業界のライバルの「コーシンスーパー」を経営する川島商事とのしのぎ合いと対立、速水早苗の隆一と和泉商事への迫害行為、隆一をめぐる邦子とみどり、浩子をめぐる米原と川島のそれぞれの対決などの三角関係などを描いた。 

## キャスト
- 森沢隆一：石坂浩二
- 森沢英次：林隆三
- 森沢浩子：音無美紀子
- 森沢竹造：伴淳三郎
- 森沢はる：乙羽信子
- 植草邦子：宇津宮雅代
- 和泉みどり：五十嵐淳子
- 深江トキ：倍賞美津子
- 深江益夫：草薙幸二郎 - トキの夫
- 和泉社長：金田龍之介
- 和泉初代：南風洋子
- 速水早苗：奈良岡朋子
- 川島明：林ゆたか
- 米原康之：山本學
- 成瀬：西田敏行 - 業界紙記者
- 「八百寅」の夫婦：由利徹、根岸明美
- 植草幾代：丹阿弥谷津子 - 邦子の母
- 葵てるよし

## スタッフ
- 脚本：岩間芳樹、長野洋、佐々木守
- 演出：祖父江信太郎、細野英延
- 音楽：樋口康雄
- 主題歌：森進一『世捨人唄』（『襟裳岬』シングル盤B面曲。但しノンクレジット）
- 制作：日本テレビ

## サブタイトル
| 各話   | 放送日         | サブタイトル         | 脚本     | 演出         |
| ------ | -------------- | -------------------- | -------- | ------------ |
| 第1話  | 1975年10月4日  | 家族再会             | 岩間芳樹 | 祖父江信太郎 |
| 第2話  | 1975年10月11日 | 妹の不始末           | 岩間芳樹 | 祖父江信太郎 |
| 第3話  | 1975年10月18日 | 一家の敵             | 岩間芳樹 | 祖父江信太郎 |
| 第4話  | 1975年10月25日 | 兄弟仁義             | 岩間芳樹 | 祖父江信太郎 |
| 第5話  | 1975年11月1日  | 兄の手切金           | 岩間芳樹 | 祖父江信太郎 |
| 第6話  | 1975年11月8日  | 命を賭けて           | 岩間芳樹 | 祖父江信太郎 |
| 第7話  | 1975年11月15日 | 涙の勝利             | 岩間芳樹 | 祖父江信太郎 |
| 第8話  | 1975年11月22日 | 困った人妻           | 岩間芳樹 | 祖父江信太郎 |
| 第9話  | 1975年11月29日 | 燃えた兄貴           | 長野洋   | 祖父江信太郎 |
| 第10話 | 1975年12月6日  | 未婚の母             | 佐々木守 | 細野英延     |
| 第11話 | 1975年12月13日 | 結構な縁談           | 佐々木守 | 細野英延     |
| 第12話 | 1975年12月20日 | 花嫁候補             | 長野洋   | 祖父江信太郎 |
| 第13話 | 1975年12月27日 | 結ばれた旅           | 長野洋   | 祖父江信太郎 |
| 第14話 | 1976年1月3日   | 300万の離婚届        | 佐々木守 | 祖父江信太郎 |
| 第15話 | 1976年1月10日  | 僕の妻になってほしい | 佐々木守 | 細野英延     |
| 第16話 | 1976年1月17日  | 失われた小さな命     | 長野洋   | 細野英延     |
| 第17話 | 1976年1月24日  | 恋人は半年のいのち   | 長野洋   | 祖父江信太郎 |
| 第18話 | 1976年1月31日  | 心のこりの誕生日     | 佐々木守 | 祖父江信太郎 |
| 第19話 | 1976年2月7日   | 幸せな日よ一日も長く | 佐々木守 | 細野英延     |
| 第20話 | 1976年2月14日  | 真夜中の結婚式       | 長野洋   | 細野英延     |
| 第21話 | 1976年2月21日  | 手作りの結婚祝い     | 長野洋   | 祖父江信太郎 |
| 第22話 | 1976年2月28日  | 夕焼けの中の二人     | 佐々木守 | 細野英延     |
| 第23話 | 1976年3月6日   | すべてを賭けた仕事   | 佐々木守 | 祖父江信太郎 |
| 最終話 | 1976年3月13日  | 愛への旅立ちのとき   | 佐々木守 | 祖父江信太郎 |

## 放送局
特記の無い限り全て放送時間は土曜 21:00 - 21:54、同時ネット。
- 日本テレビ
- 札幌テレビ[1]
- 青森放送[2]
- テレビ岩手[2]
- 秋田放送[3]
- 山形放送[4]
- 宮城テレビ[5]
- 福島中央テレビ[5]
- 新潟放送：土曜 22:00 - 22:55[6]
- 信越放送：土曜 22:00 - 22:55[7]
- 山梨放送[8]
- 静岡放送：火曜 22:00 - 22:55[8]
- 北日本放送[9]
- 北陸放送：土曜 22:00 - 22:55[6]
- 福井放送[9]
- 中京テレビ[10]
- よみうりテレビ[11]
- 日本海テレビ[12]
- 広島テレビ[13]
- 山口放送[14]
- 四国放送[15]
- 西日本放送[13]
- 南海放送[14]
- 高知放送[14]
- 福岡放送[16]
- 長崎放送[16]
- 熊本放送：土曜 22:00 - 22:55[16]
- 大分放送：火曜 22:00 - 22:55[14]
- 宮崎放送：火曜 22:00 - 22:55[17]
- 南日本放送：土曜 22:30 - 23:25[17]